# Chiesa di Santa Maria dei Miracoli (Brescia)
La chiesa di Santa Maria dei Miracoli è un edificio religioso di Brescia, collocato lungo corso Martiri della Libertà.

## Storia

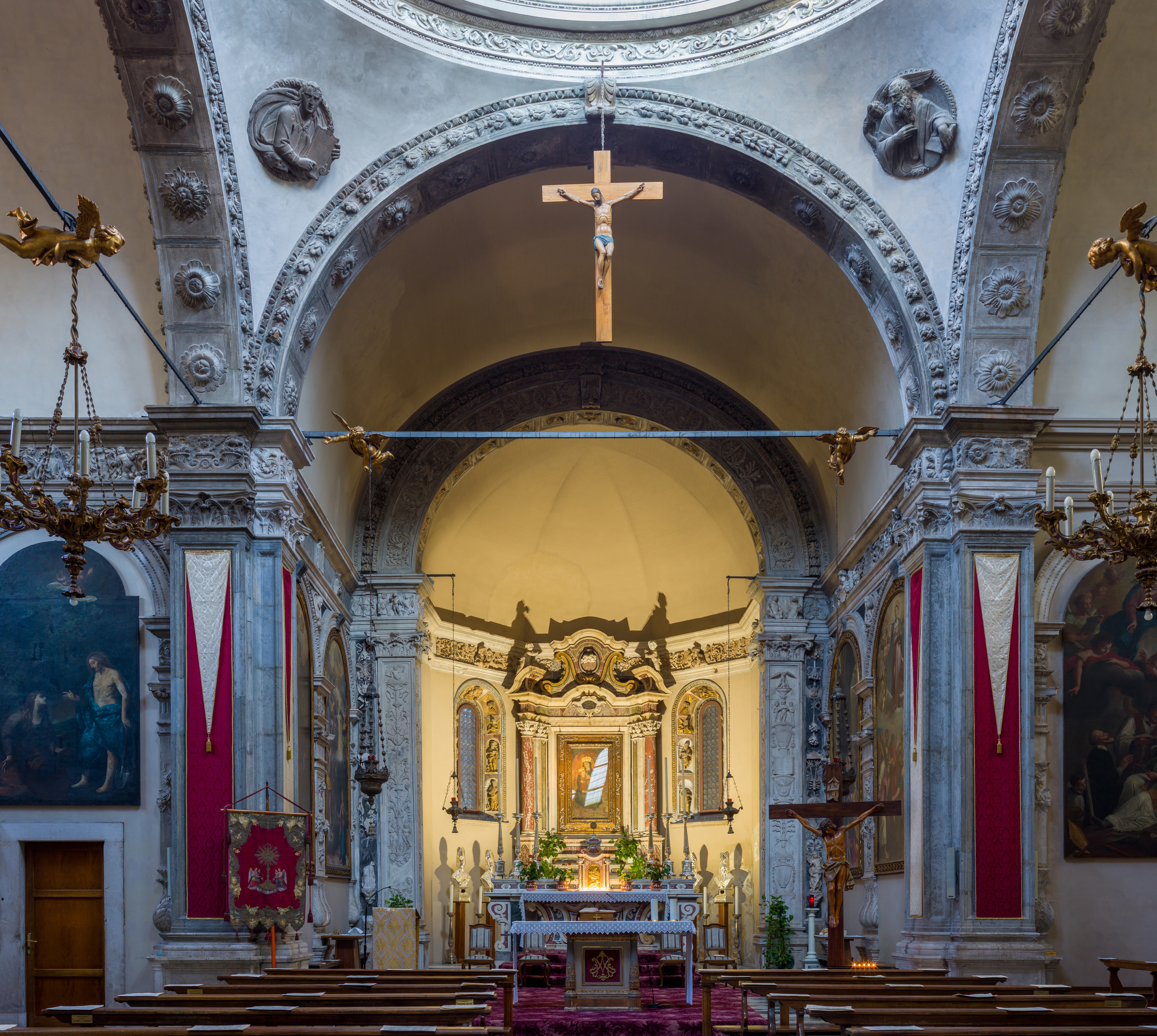
L'interno

Dettaglio della facciata

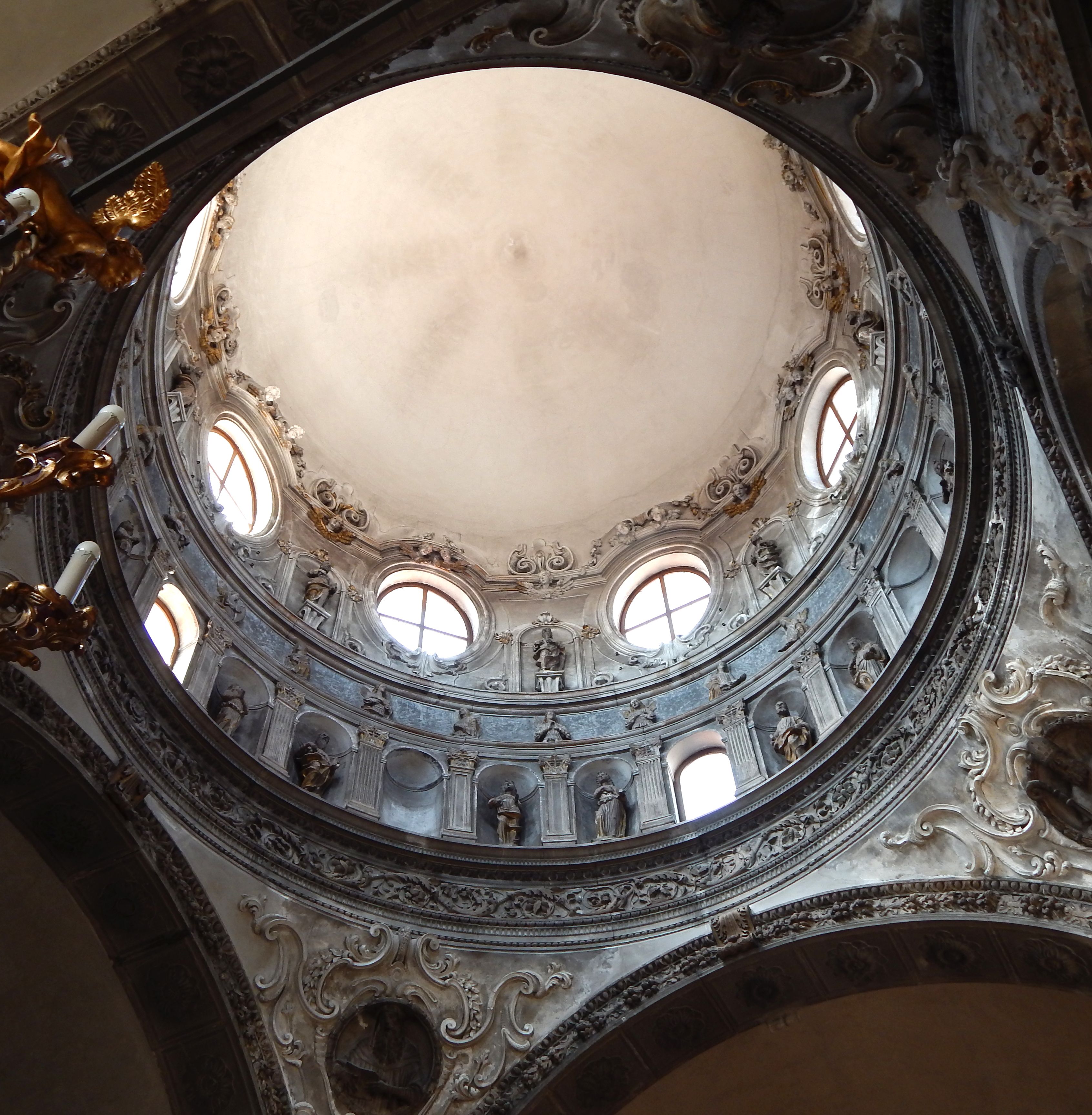
Cupola con le statue dei 12 apostoli di Gasparo Cairano

Dopo la peste che aveva afflitto la città tra il 1480 e il 1484, si diffuse a Brescia la notizia che un affresco votivo raffigurante una Madonna col Bambino, dipinto sulla facciata di una casa lungo il corso del quartiere di San Nazaro, aveva causato eventi miracolosi. Sull'onda del fervore religioso popolare, il Comune avviò nel 1486 le trattative per l'acquisto della casa. Nel 1488 fu inaugurato il cantiere del santuario, costituito da una parte degli interni della chiesa e, soprattutto, dalla maestosa facciata in marmo cesellato, la cui esecuzione è probabilmente da attribuire alla bottega dei Sanmicheli, da poco insediatisi in città, forse proprio in concomitanza con l'ottenimento di questa eccezionale commessa, e all'epoca unica bottega di scultori attiva a Brescia in grado di operare su un manufatto di livello tecnico e culturale così elevato.
La facciata dei Sanmicheli, corrispondente al livello più basso e raffinato della facciata attuale, viene compiuta entro l'anno 1500. Nel frattempo, l'edificio religioso subisce un rapido sviluppo, anche grazie al crescere del numero di fedeli e delle elemosine e, probabilmente a cantieri ancora aperti, viene deciso il suo ampliamento, portando il santuario alla dimensione definitiva. Le partiture architettoniche interne, connotate da caratteri decorativi elaborati e raffinati, vengono forse realizzati da Gasparo Cairano e la sua bottega. Lo stesso scultore realizza inoltre il ciclo di Apostoli per la prima cupola, interposto al ciclo di Angeli del Tamagnino, entrambi consegnati e pagati nel 1489.
Nel corso dei secoli il santuario si arricchisce di altre opere, soprattutto pittoriche, tra cui una tela del Moretto e il ciclo di teleri con le Storie di Gesù per il presbiterio, dipinto da una serie di autori bresciani tra cui Tommaso Bona e Pier Maria Bagnadore. Anche le pareti e le volte della chiesa vengono affrescate e stuccate da vari autori. Gran parte dell'apparato pittorico parietale viene distrutto durante la seconda guerra mondiale, quando l'edificio viene gravemente danneggiato dai bombardamenti che, miracolosamente, non intaccano la facciata e le pregiate sculture della prima cupola. Negli anni successivi il santuario viene radicalmente ricostruito, salvando tuttavia gran parte del patrimonio originale, perlomeno scultoreo.
Nel 2019 la chiesa è stata dotata di un organo a canne, costruito nel 1974 dalla ditta neerlandese Koch, a trasmissione meccanica con 13 registri su due manuali e pedale; in precedenza, sulla cantoria in controfacciata vi era un organo Tonoli, andato perduto durante la seconda guerra mondiale.

## Descrizione
Catalogata tra i capolavori architettonici italiani, la chiesa, «gioiello dell'architettura rinascimentale lombarda, presenta una complessa facciata, che nella ornatissima parte centrale (...) è dovuta a vari artisti della regione»: sedici scultori lavorarono alle decorazioni, tra cui Gaspare da Cairano, Antonio della Porta e Giovan Battista e Giovanni Stefano da Sesto. Le quattro cupole della chiesa sono nascoste dal tiburio e da un'abside ottagonale. Fu Carlo Borromeo che, nella storica visita a Brescia sul principio del 1580, dette disposizione che l'affresco votivo quattrocentesco della Madonna col Bambino venisse collocata all'interno del Santuario, allora in costruzione.

## Dipinti nella chiesa

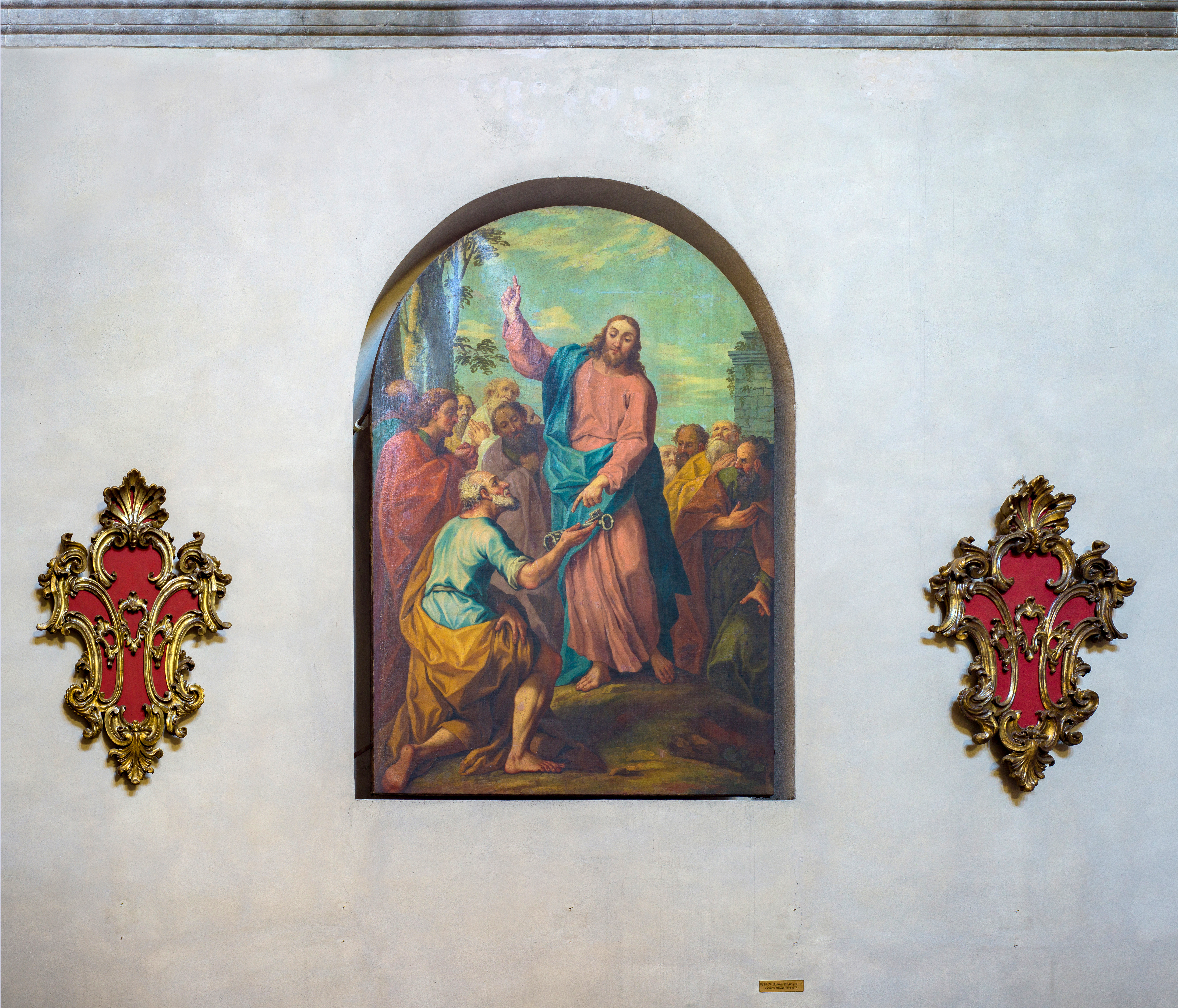
Gesù consegna le chiavi a San Pietro di Enrico Albrici
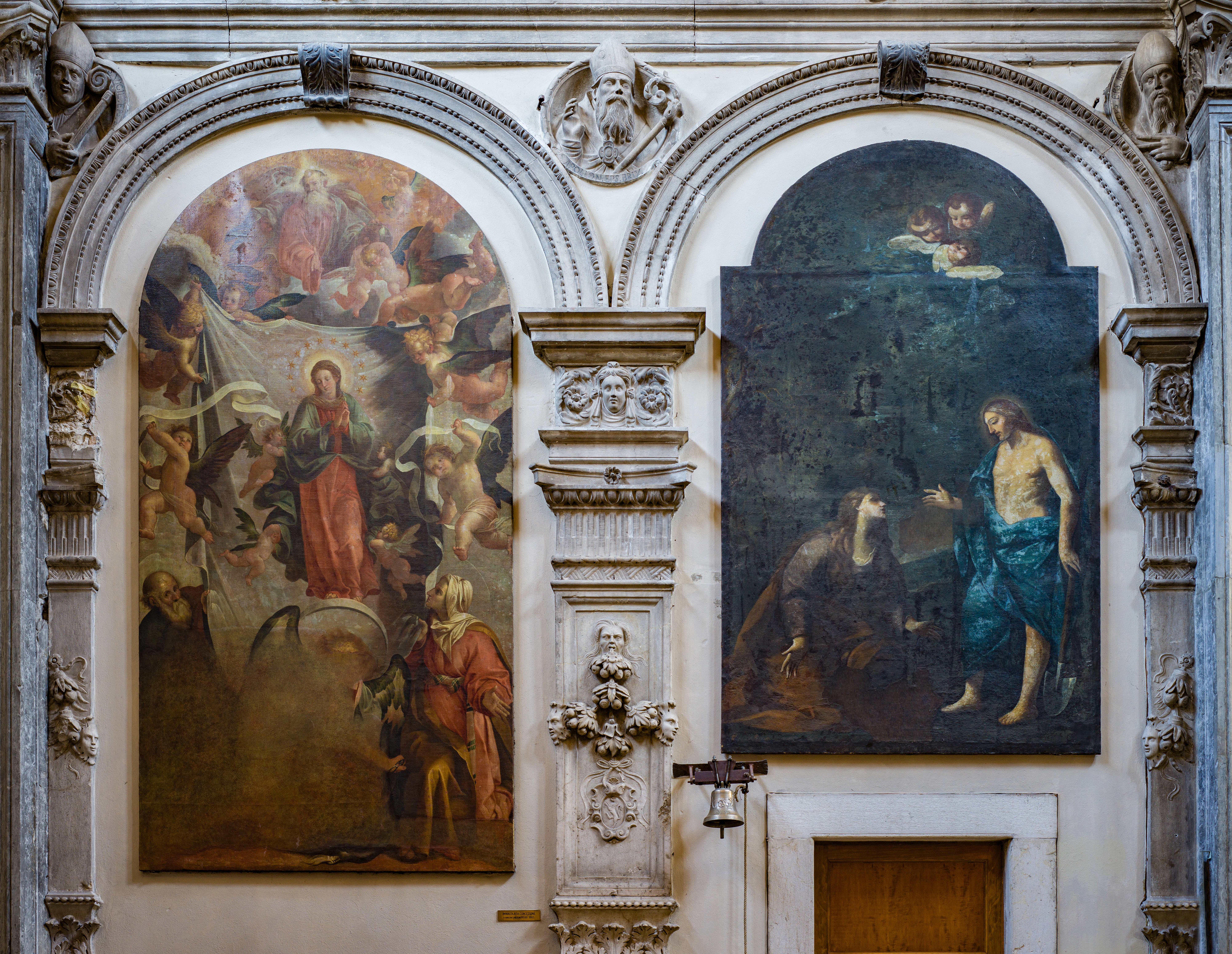
Immacolata di Ottavio Amigoni e Cristo con Maddalena (Noli me Tangere) di Giuseppe Fali
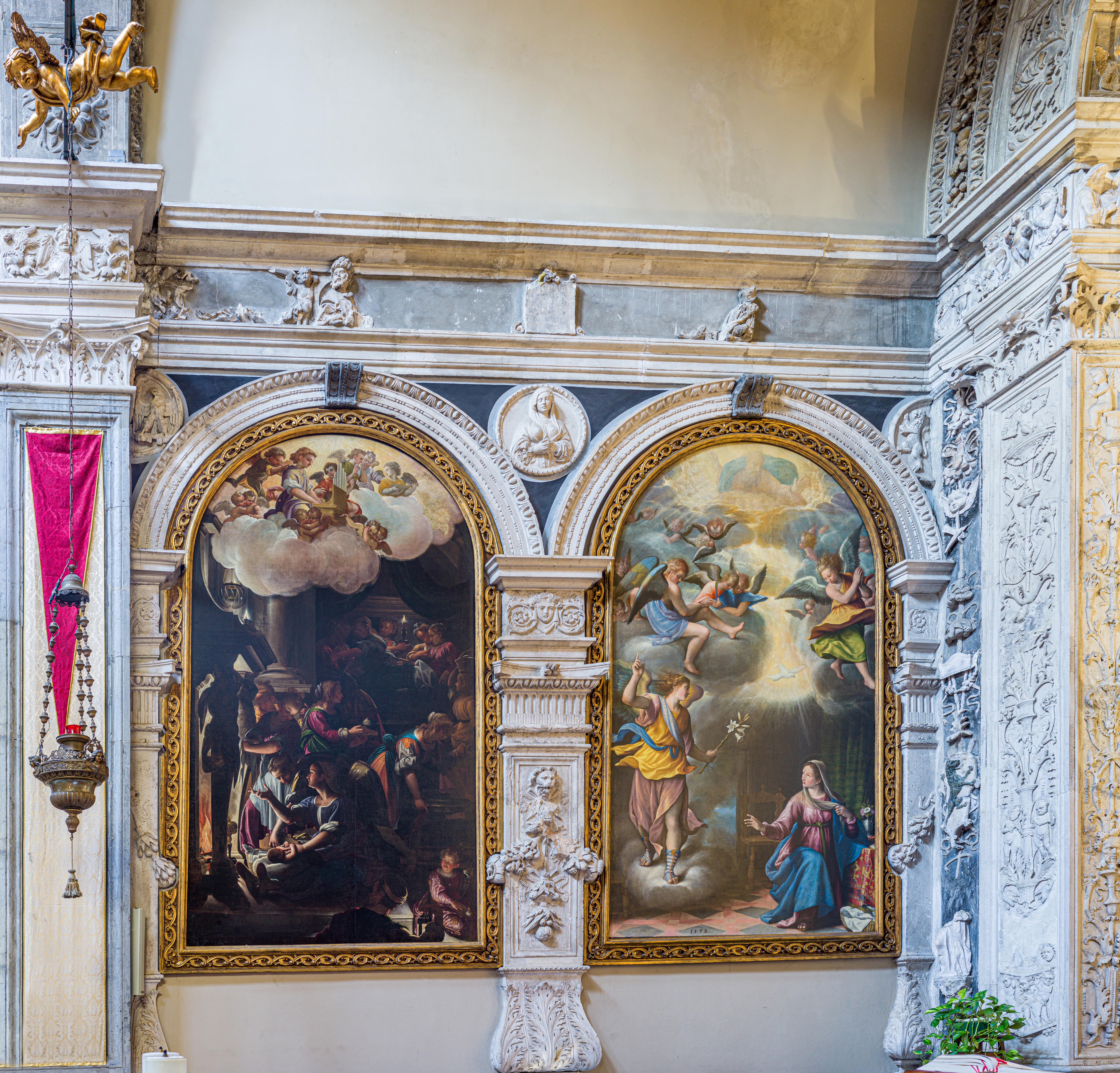
Annunciazione di Pier Maria Bagnadore e Nativitá di Maria di Tommaso Bona
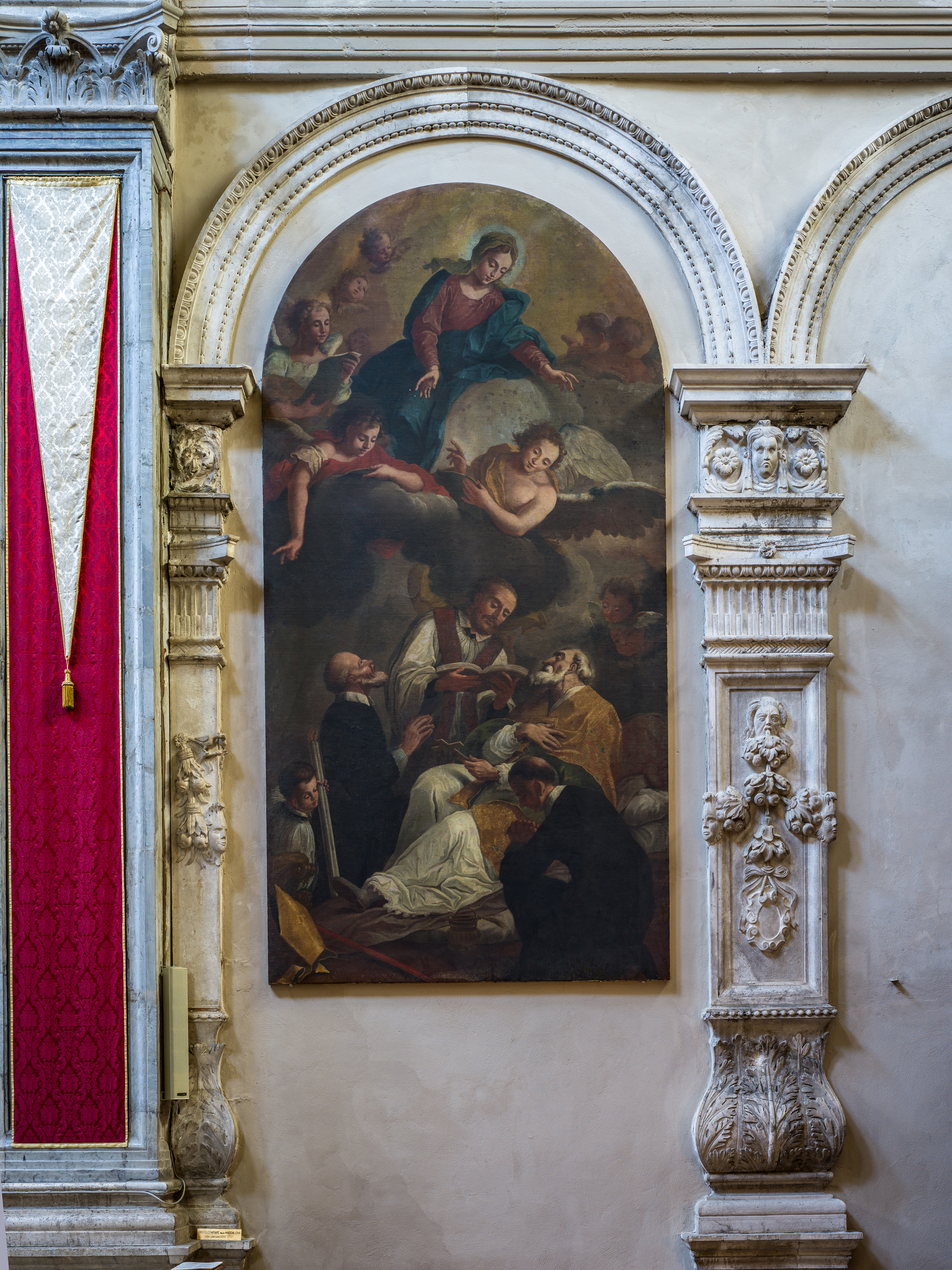
La Vergine e San Nicola di Bari morente di Enrico Albrici
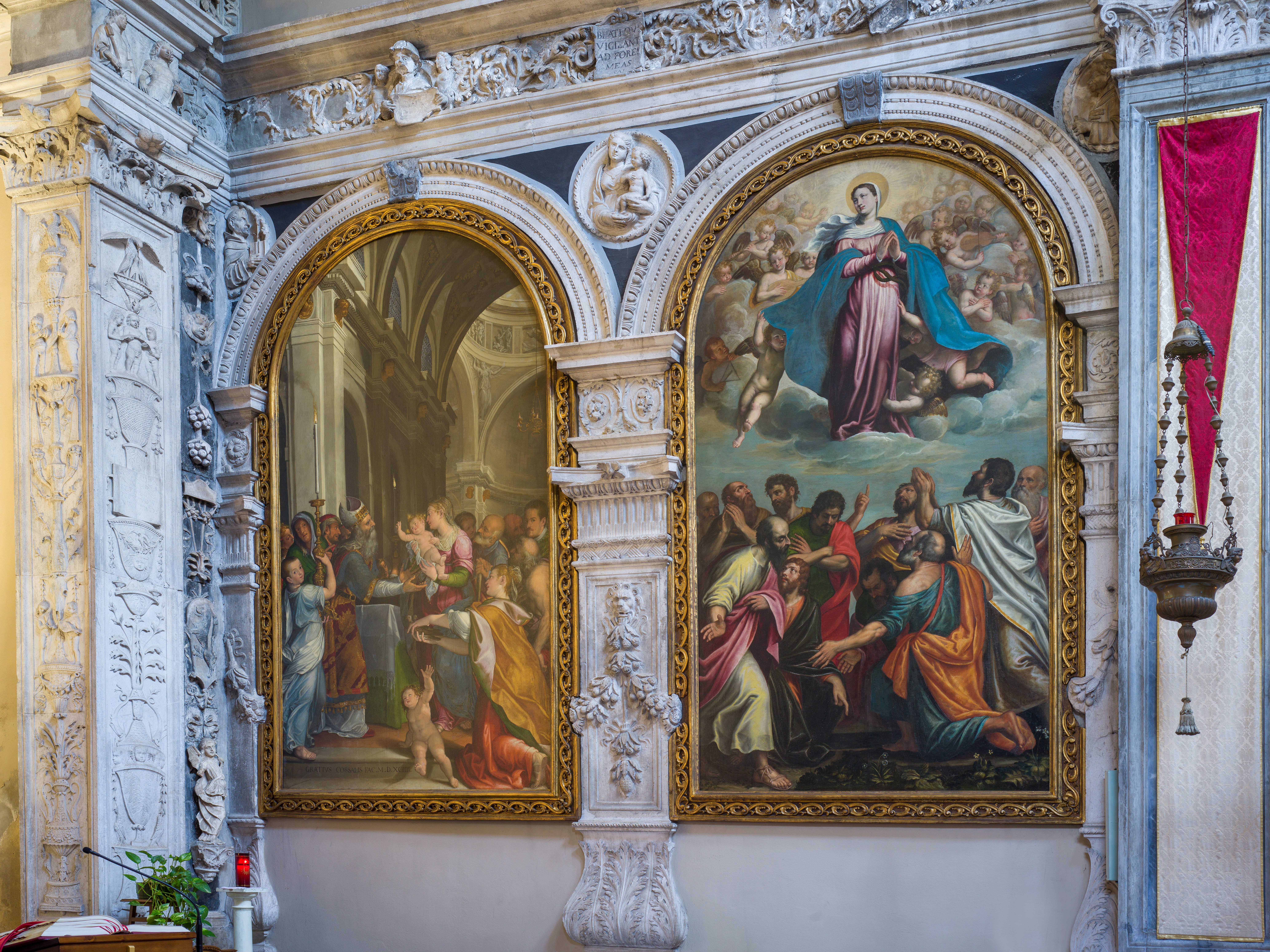
Presentazione al Tempio di Grazio Cossali e Assunzione di Maria di Pietro Marone

## Opere già nella chiesa
- Moretto, Pala Rovelli, 1539, oggi alla pinacoteca Tosio Martinengo.